# Contea di Linying
La contea di Linying (临颍县S, Lín Yǐng XiànP) è una contea della Cina, situata nella provincia di Henan e amministrata dalla prefettura di Luohe.